# ابراهیم لطف‌الله
ابراهیم لطف‌الله (عربی: ابراهيم لطف‌الله؛ زادهٔ ۲۴ سپتامبر ۱۹۹۲) بازیکن فوتبال اهل بحرین است.
از باشگاه‌هایی که در آن بازی کرده‌است می‌توان به باشگاه فوتبال الحد اشاره کرد.
وی همچنین در تیم ملی فوتبال بحرین بازی کرده‌است.